# 제러미 애벗

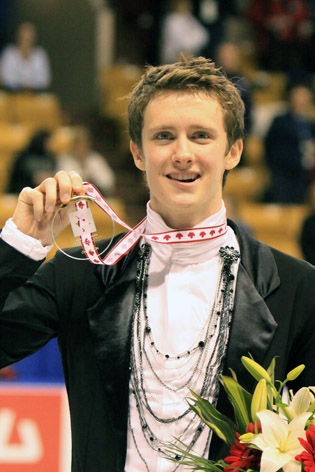

제러미 애벗(영어: Jeremy Abbott, 1985년 6월 5일~)은 미국의 남자 피겨 스케이팅 선수이다. 남자 싱글 부문에서 활동하고 있다.
2005년 미국 선수권 주니어 부문에서 우승했으나, 2006년 동계 올림픽 참가 자격은 얻지 못했다. 2008년 그랑프리 파이널에서 우승했으며, 2009년 미국 선수권에서도 우승했다. 2010년 동계 올림픽을 앞두고 치러진 미국 선수권에서 그는 에번 라이서첵, 조니 위어를 제치고 다시 우승하여, 이들과 함께 동계 올림픽 참가 자격을 얻었다. 그러나 동계 올림픽 경기에서는 쇼트에서 15위로 부진하였고, 프리에서 9위로 합계 9위로 금메달을 딴 라이사첵에게 크게 뒤졌다. 동계 올림픽 직후 열린 세계 선수권에서는 5위에 올랐다.